# Gliophorus versicolor
Gliophorus versicolor är en svampart som beskrevs av E. Horak 1973. Gliophorus versicolor ingår i släktet Gliophorus och familjen Hygrophoraceae.   Inga underarter finns listade i Catalogue of Life.

## Bildgalleri

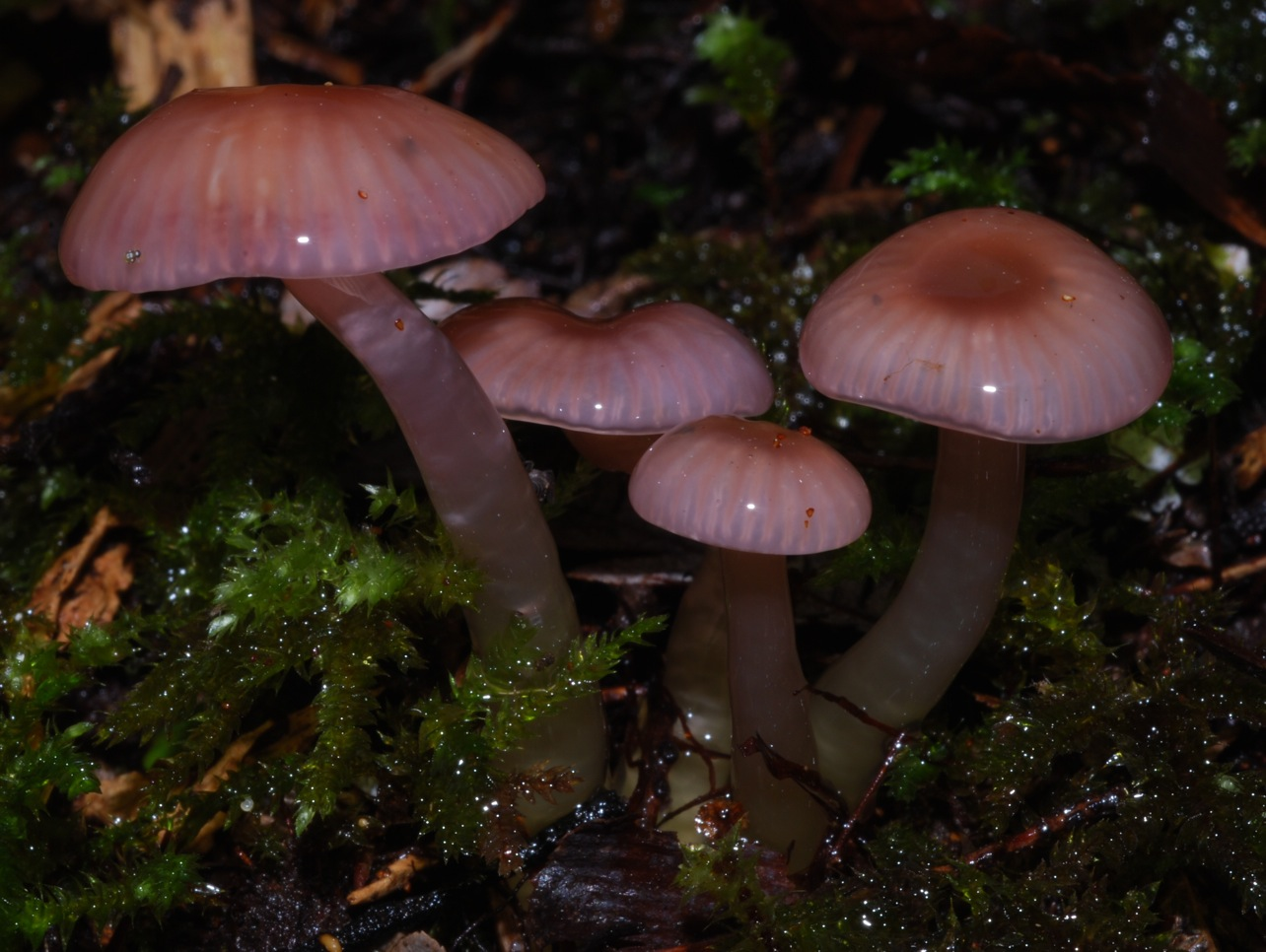